# Lycaena albipuncta
Lycaena albipuncta är en fjärilsart som beskrevs av Lawb. 1908. Lycaena albipuncta ingår i släktet Lycaena och familjen juvelvingar. Inga underarter finns listade i Catalogue of Life.